# Salix ochetophylla
Salix ochetophylla är en videväxtart som beskrevs av Goerz. Salix ochetophylla ingår i släktet viden, och familjen videväxter. Inga underarter finns listade i Catalogue of Life.